# LFK
LFK es una compañía de sistemas de misiles alemana subsidiaria de EADS, oficialmente EADS/LFK-Lenkflugkörpersysteme GmbH, aunque más conocida como EADS/LFK.
En junio de 2005, se firmó un acuerdo en MBDA y LFK por el cual la compañía se combinará dentro de MBDA. EADS mantiene un 37,5 % de MBDA.
- Datos: Q322708